# A Jones in Time Saves Nine
A Jones in Time Saves Nine ist das dritte Album der Formation Jones Jones um Larry Ochs. Die am 24. und 28. Mai 2016 in Berkeley bzw. in San Diego entstandenen Aufnahmen erschienen am 10. November 2018 als Langspielplatte in limitierter Auflage und in erweiterter Form als Download auf NoBusiness Records.

## Hintergrund
Das Free-Jazz-Trio Jones aus dem Holzbläser Larry Ochs und dem Bassisten Mark Dresser, beide in Kalifornien ansässig, mit dem Perkussionisten Vladimir Tarasov, der in Litauen lebt, besteht seit den 2000er-Jahren; ihr Debütalbum We All Feel The Same Way legte das Trio 2008 vor. Mit A Jones in Time Saves Nine veröffentlichte das Trio sein drittes Album. Es erschien zunächst als LP; zusätzlich enthielt die digitale Ausgabe drei Bonus-Tracks. Zusammen sind es sieben spontane Improvisationen, die aus den Mitschnitten von zwei Konzerten in Kalifornien im Mai 2016 ausgewählt wurden.
Der Albumtitel ist von „A stitch in time saves nine“ abgeleitet, entsprechend dem deutschen Sinnspruch „Was du heute kannst besorgen, das verschiebe nicht auf morgen“.
Die Tracks „Twelve Angry Jones“ und „Three Jones Outside Ebbing, Missouri“ wurden von Art Granoff in Berkeley, Kalifornien, im Haus von Harry Bernstein und Caren Meghreblian am 28. Mai 2016 live aufgenommen. Die weiteren Tracks wurden von Tim Pinch in San Diego, Kalifornien, im Veranstaltungsort The Loft am 24. Mai 2016 live aufgenommen.

## Titelliste
- Jones Jones: A Jones in Time Saves Nine (NoBusiness Records NBLP121)[2]

A1		A Fistful of Jones 6:33

A2		Twelve Angry Jones 11:47

B1		The Jones Who Knew Too Much 8:22

B2		Three Jones Outside Ebbing, Missouri 8:11
- Bonus Tracks

1. Night of the Living Jones	7:55
2. The Jones Who Never Was	6:12
3. Gone with the Jones	6:10

Die Kompositionen stammen von Larry Ochs / Mark Dresser / Vladimir Tarasov.

## Rezeption

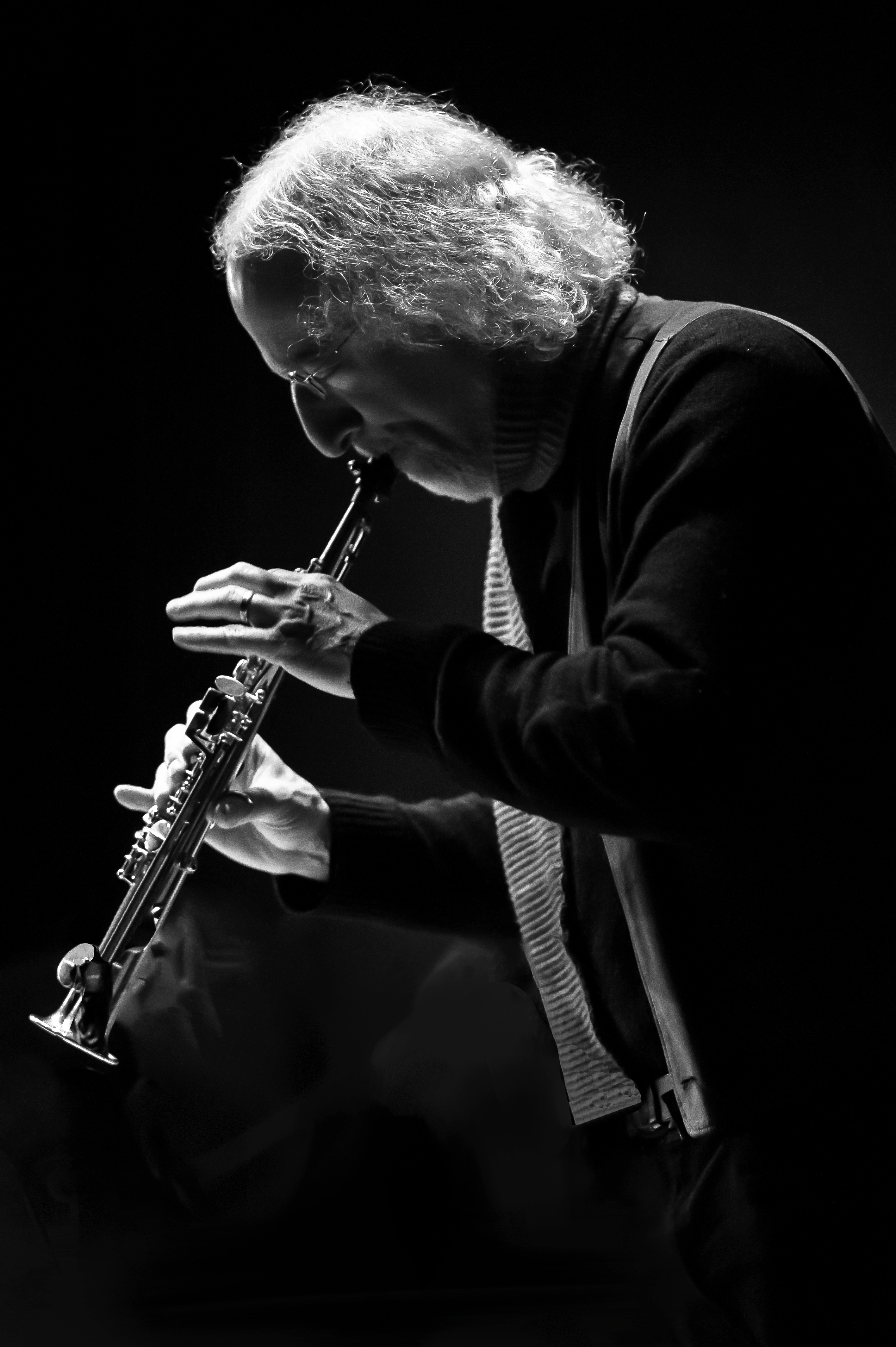
Larry Ochs bei einem Auftrag im Hallwalls Contemporary Arts Center, Buffalo, New York, 2009

Nach Ansicht von John Sharpe, der das Album in All About Jazz rezensierte, dürfte A Jones In Time Saves Nine als ihr bislang bestes Werk gelten. Neben den erwarteten instrumentalen Fähigkeiten zeichne sich ihr Fortschritt durch genaues Zuhören aus, das anregende Gegenüberstellungen und Kontraste hervorbringe. Tarasovs Rolle sei besonders  bedeutend; er tue genau das, was nötig ist, ohne sich hervortun zu wollen. Seine straffen perkussiven Muster würden zur Fülle, aber nicht zur Dichte beitragen und ein transparentes und offene Anmutung bewahren, was Dressers und Ochs’ Spiel zum Leuchten bringe. Tatsächlich sei auf der CD das direkteste Spiel des Saxophonisten zu hören, das es je gab: kraftvoll und leidenschaftlich, aber auch von seltener Sensibilität.  Dies sei großartige Musik, die die geografischen Grenzen überschreite.
Die größte Herausforderung bei der Diskussion freier Improvisation bestehe darin, den Grad der kollaborativen Empathie oder der engagierten Differenz angemessen zu beschreiben, aber ein hoher Grad von beidem (oder beidem) sei das Markenzeichen jedes wirklich guten Improvisationsensembles, schrieb Stuart Broomer in seiner Besprechung von A Jones in Time Saves Nine. Die Besetzung aus Saxophon, Bass und Schlagzeug orientiere sich teilweise an der Jazz-Tradition und führe zu rhythmisch vorangetriebenen Dialogen. Ochs sei ein äußerst vokalistischer Spieler: „Noten verbiegen sich, Obertöne stürmen herein, Klänge verzerren sich“ (manchmal erinnere das an den Atem des Ben Webster, wie ihn Archie Shepp gibt, gepaart mit der rauen Wärme des Coleman Hawkins von Evan Parker, falls jemand nach einfachen Parallelen suche). Dresser würde auf mehrfache Art den Bass als Zupf- und Streichinstrument handhaben, während Tarasov immer zuhöre, zufüttere und neue Richtungen finde, ein Meister der Dynamik und der Nuancen.